# Kositernica
Kositernica (vlasac, lat. Ephedra), kserofitni rod manjih grmovitih biljaka golosjemenjača (Gymnospermae) raširernih (oko 70 vrsta) po raznim klimatskim područjima, Sredozemlje, Himalaje, Ande. U Hrvatskoj su poznate tri ili četiri vrste, metlarina (Ephedra distachya), puzava kositernica (Ephedra fragilis),  uspravna kositernica (Ephedra major), makedonska kositernica (E. foeminea; sin. E. campylopoda)
Kositernice su šiboliki grmovi ili puzavice s člankovitim stabljikama. Listovi su sitni i ljuskasti a cvjetovi sitni i neugledni, jednospolni, većinom dvodomni. Neke vrste su ljekovite (efedrin). Krhka, vlasasta ili puzava kositernica rasprostranjena je istočnim Mediteranom od Hrvatske do Sirije i Kurdistana. Najdraža joj je vapnenačka podloga, a raste na kamenjaru, zidovima, šikari i pjeskovitim obalnim područjima.
Vrste iz roda Ephedra prisutne su u toplim i suhim krajevima Sjeverne hemisfere iako se pojavljuju i u Južnoj Africi. E. fragilis ssp. campylopoda rasprostranjena je u Dalmaciji, Bosni i Hercegovini i malim dijelom u Crnoj Gori.
Puzava kositrenica pronađena je na Lastovu na sjevernoj strani otoka u šumi u kojoj je dominantna vrsta alepski bor. Prema Crvenom popisu i Crvenoj knjizi vaskularne flore Hrvatske puzava kositrenica u Hrvatskoj ima status ugrožene vrste.
Kao što je karakteristično za ostale vrste ovoga roda, i puzava kositrenica ima habitus iznimno razgranatog grma koji doseže oko 5 m, s dugim granama i neuglednog izgleda. Puzava kositrenica je dvodomna, što znači da na jednoj biljci pronalazimo samo jedan spol cvjetova, koji se nalaze u pazušcu malenih listida i vrlo su neobičnog izgleda.
Ova se biljka koristi i u ljekovite svrhe jer sadrži mnoge aktivne alkaloide (najvažniji je ephedrin) i široko se upotrebljava kod liječenja astme i ostalih bolesti dišnoga sustava. Stabljika je gorka i služi za širenje dišnih puteva, ujedno stimulirajudi rad srca i živčanog sustava, te kao diuretik. Ephedrin ima efekt poboljšanja ravnoteže i zbog toga je zabranjen u nekim sportovima, kao što je atletika.
Kada govorimo o ljekovitim svojstvima, jedna vrsta ovoga roda se posebno ističe, a to je E. sinica. Ova vrsta se koristi u tradicionalnoj kineskoj medicini već 5000 godina, kao najbolji lijek kod upale dišnih puteva.

## Vrste
1. Ephedra alata Decne.
2. Ephedra altissima Desf.
3. Ephedra americana Humb. & Bonpl. ex Willd.
4. Ephedra antisyphilitica Berland. ex C.A.Mey.
5. Ephedra aphylla Forssk.
6. Ephedra × arenicola H.C.Cutler
7. Ephedra aspera Engelm. ex S.Watson
8. Ephedra aurantiaca Takht. & Pachom.
9. Ephedra boelckei F.A.Roig
10. Ephedra botschantzevii Pachom.
11. Ephedra breana Phil.
12. Ephedra brevifoliata Ghahr.
13. Ephedra californica S.Watson
14. Ephedra chilensis C.Presl
15. Ephedra ciliata Fisch. & C.A.Mey.
16. Ephedra compacta Rose
17. Ephedra coryi E.L.Reed
18. Ephedra cutleri Peebles
19. Ephedra dahurica Turcz.
20. Ephedra dawuensis Y.Yang
21. Ephedra distachya L.
22. Ephedra × eleutherolepis V.A.Nikitin
23. Ephedra equisetina Bunge
24. Ephedra fasciculata A.Nelson
25. Ephedra fedtschenkoae Paulsen
26. Ephedra foeminea Forssk.
27. Ephedra fragilis Desf.
28. Ephedra frustillata Miers
29. Ephedra funerea Coville & C.V.Morton
30. Ephedra gerardiana Wall. ex Klotzsch & Garcke
31. Ephedra gracilis Phil. ex Stapf
32. Ephedra holoptera Riedl
33. Ephedra intermedia Schrenk & C.A.Mey.
34. Ephedra kardangensis P.Sharma & P.L.Uniyal
35. Ephedra khurikensis P.Sharma & P.L.Uniyal
36. Ephedra laristanica Assadi
37. Ephedra likiangensis Florin
38. Ephedra lomatolepis Schrenk
39. Ephedra major Host
40. Ephedra milleri Freitag & Maier-St.
41. Ephedra minuta Florin
42. Ephedra monosperma J.G.Gmel. ex C.A.Mey.
43. Ephedra multiflora Phil. ex Stapf
44. Ephedra nevadensis S.Watson
45. Ephedra ochreata Miers
46. Ephedra oxyphylla Riedl
47. Ephedra pachyclada Boiss.
48. Ephedra pangiensis Rita Singh & P.Sharma
49. Ephedra pedunculata Engelm. ex S.Watson
50. Ephedra pentandra Pachom.
51. Ephedra procera C.A.Mey.
52. Ephedra przewalskii Stapf
53. Ephedra pseudodistachya Pachom.
54. Ephedra regeliana Florin
55. Ephedra rhytidosperma Pachom.
56. Ephedra rituensis Y.Yang, D.Z.Fu & G.H.Zhu
57. Ephedra rupestris Benth.
58. Ephedra sarcocarpa Aitch. & Hemsl.
59. Ephedra saxatilis (Stapf) Royle ex Florin
60. Ephedra sinica Stapf
61. Ephedra somalensis Freitag & Maier-St.
62. Ephedra strobilacea Bunge
63. Ephedra sumlingensis P.Sharma & P.L.Uniyal
64. Ephedra tilhoana Maire
65. Ephedra torreyana S.Watson
66. Ephedra transitoria Riedl
67. Ephedra triandra Tul.
68. Ephedra trifurca Torr. ex S.Watson
69. Ephedra trifurcata Zöllner
70. Ephedra tweedieana C.A.Mey.
71. Ephedra viridis Coville
72. Ephedra vvedenskyi Pachom.
73. Ephedra yangthangensis P.Sharma & Rita Singh